# سیارک ۷۲۷۳
سیارک ۷۲۷۳ (به انگلیسی: 7273 Garyhuss، نامگذاری:1981EK4) هفت هزار و دویست و هفتاد و سومین سیارک کشف شده‌است که در ۲ مارس ۱۹۸۱ کشف شد.
قدر مطلق سیارک برابر ۲۵.۷ است.